# Следствие ведут ЗнаТоКи. Ушёл и не вернулся
«Сле́дствие веду́т ЗнаТоКи́. Ушёл и не верну́лся» — советский детективный телевизионный художественный фильм 1980 года, дело пятнадцатое из цикла фильмов «Следствие ведут ЗнаТоКи».

## Сюжет
Знаменский и Кибрит расследуют дело о хищениях на красильной фабрике в провинциальном городке. В милицию является жена начальника сушильного цеха Миловидова и заявляет, что муж, который накануне публично обвинил начальника склада готовой продукции Горобца в причастности к хищениям, вечером отправился домой к Горобцу и не вернулся. Горобец ранее судим, вспыльчив, у него в сарае находят окровавленную рубашку, которую Миловидова опознаёт как принадлежащую её мужу. Соседи рассказывают, что слышали крик о помощи. Горобца арестовывают по подозрению в убийстве Миловидова, хотя тело и не найдено.
Кибрит удаётся обнаружить, куда именно сбывали излишки продукции фабрики. Изучение образцов позволяет установить механизм хищения: при покраске и сушке тканей работники намеренно выбирали режимы, приводящие к повышенной отбраковке, а брак, подлежащий утилизации, шёл на завод по производству игрушек, где из него изготавливали одежду для «левых» кукол. Теперь у следствия есть все основания подозревать в организации преступления пропавшего Миловидова. Горобец же в хищениях не замешан, а значит и мотива для убийства у него нет. На допросах он отрицает убийство, но признаёт, что получал по пятьдесят рублей в месяц за то, чтобы не обращать внимания на странности с продукцией. Самый тщательный обыск в его доме не находит ни малейших следов якобы произошедшего там преступления. Становится ясно, что «исчезновение» Миловидова подстроено им самим. В маленьком городке трудно что-то скрыть; очень быстро милиция получает сведения, что Миловидова периодически отлучается куда-то из дома.
С Горобца снимают подозрение в убийстве и освобождают. Он вспоминает, что на следующий день после исчезновения Миловидова видел, как его жена ходила в близлежащую деревню; там живут её родственники, но сейчас они в отъезде. Горобец предполагает, что она ходила на свидание. Томин сразу же отправляется туда и находит якобы «убитого» инженера, который действительно является организатором хищений.
Версия следствия оказывается верной: Миловидов организовал хищения, а после начала следствия с помощью жены имитировал своё убийство, чтобы, переждав, скрыться с деньгами, вырученными преступным путём. Совершенно очевидно, что жена была в курсе дел мужа и активно помогала ему, но Миловидов берёт всё на себя, так что привлечь Миловидову к ответственности невозможно. Муж и жена прощаются в кабинете у Знаменского. Миловидов не рассчитывает, что его будут ждать.

## В ролях
- Георгий Мартынюк — Павел Павлович Знаменский (Пал Палыч), следователь, майор милиции
- Леонид Каневский — Александр Николаевич Томин (Шурик), старший инспектор уголовного розыска, майор милиции
- Эльза Леждей — Зинаида Яновна Кибрит (Зиночка), эксперт-криминалист, капитан милиции
- Наталья Гундарева — Алёна Дмитриевна Миловидова
- Александр Михайлов — Сергей Иванович Миловидов, инженер на красильной фабрике, муж Алёны
- Михаил Державин — Илья Петрович Валетный, сотрудник отдела технического контроля фабрики
- Александр Пашутин — Александр Кондратьевич Горобец, кладовщик на красильной фабрике
- Фёдор Валиков — Пётр Иванович Зурин

## Музыка
- романс «Когда предчувствием разлуки…», слова Якова Полонского, музыка Давида Ашкенази — исполняют Наталья Гундарева и Александр Михайлов.